# Syndrome du mâle XX
 (juillet 2012).
 Mise en garde médicale
Le syndrome du mâle XX (ou syndrome de De la Chapelle) est caractérisé chez une personne de caryotype XX, possédant par ailleurs un phénotype masculin. Cette forme d'intersexuation est due à une translocation du gène SRY du Y vers le X.
Le nom alternatif de syndrome de de la Chapelle, fait référence au scientifique finlandais Albert de la Chapelle, qui a décrit le premier cette maladie. Ce syndrome peut également être dénommé anomalie testiculaire du développement sexuel 46, XX.

## Étiologie
- Translocation du gène SRY situé au niveau du locus p11.3 du chromosome Y vers le X.

Le gène SRY contrôle le facteur de différenciation testiculaire qui est essentielle dans la différenciation sexuelle de la gonade primitive en testicule.

## Incidence et prévalence
La prévalence est estimée à 1⁄20 000 naissances,. Il ne semble pas y avoir de population à prévalence différente.

## Description
Dans un cas sur cinq, il existe un hypospadias à la naissance, les autres personnes manifestent la maladie après la puberté par une insuffisance de développement des testicules, une gynécomastie et une azoospermie. L’examen de ces personnes décèlera parfois une cryptorchidie. S’il existe une ambiguïté sexuelle à la naissance, le nouveau-né est souvent assigné  garçon. 
Il n’existe pas de difficulté d’apprentissage ni de comportement anormal chez ces patients. En général ces individus sont de petite taille mais présentent des caractères sexuels secondaires masculins normaux. En revanche les testicules ont tendance à être plus petits. Ce syndrome engendre une infertilité.

## Diagnostic

### Clinique
- Caryotype standard XX
- Organes génitaux masculins avec parfois hypospadias
- Deux testicules
- Absence de dérivés mullériens
- Azoospermie

### Biologique
- Taux de FSH et de LH normal ou légèrement élevé
- Taux de testostérone bas
- Réponse basse de la testostérone à la stimulation pharmacologique par l’HCG

### Histologie
La biopsie testiculaire montre une absence de cellule germinale avec une hyperplasie des cellules de Leydig.

### Génétique
L’hybridation in situ par fluorescence détecte la présence du gène SRY sur un chromosome X. En cas d’échec, l’amplification génique peut permettre de détecter le gène. Chez 20 % des hommes XX, on ne peut pas détecter le gène.

## Diagnostic différentiel
Se pose essentiellement avec les ambiguïtés sexuelles.

## Traitement
L’hormonothérapie par testostérone est indispensable pour éviter les troubles secondaires à l’insuffisance de testostérone.

## Mode transmission
La plupart des hommes XX sont des translocations de novo.